# 마릴린 크리스
마릴린 크리스(Marilyn Chris, 1938년 5월 19일 ~ )는 미국의 텔레비전 배우, 영화배우, 연극 배우이다.
브루클린에서 태어났다.

## 영화
- 더 레드 로빈 (2012년)
- 편안한 사이 (2009년)
- 왈칭 안나 (2006년)
- 그레이트 뉴 원더풀 (2005년)
- 트리스 라운지 (1996년)
- 법과 질서 (1990년)
- 미국 이야기 (1989년)
- 러빙 커플스 (1980년)
- 루킹 업 (1977년)
- 스트라이크 포스 (1975년)
- 라이나서러스 (1974년)
- 올 마이 칠드런 (1970년)
- 존과 메리 (1969년)
- 원 라이프 투 리브 (1968년)
- 러브 위드 더 프로퍼 스트레인저 (1963년)